# ヴェイン・グローリー・オペラ
『ヴェイン・グローリー・オペラ』（Vain Glory Opera）は、ドイツのパワーメタルバンド・エドガイが1998年に発表した、自主制作盤を除けば2作目のスタジオ・アルバム。

## 解説
CDブックレットのクレジットでは、ドミニク・ストールに代わって加入したフェリックス・ボーンケがバンドの正式なドラマーとして記載されているが、本作のレコーディングではフランク・リンデンタルがドラムスを担当した。当時ストラトヴァリウスのメンバーだったティモ・トルキがミキシングを担当し、更に「アウト・オブ・コントロール」ではリードギターを弾いた。また、「アウト・オブ・コントロール」と「ヴェイン・グローリー・オペラ」の2曲にはブラインド・ガーディアンのハンズィ・キアシュがボーカルで参加している。「ヒム」はウルトラヴォックスが1982年に発表した曲のカヴァー。
音楽評論家のデヴィッド・ホワイトはオールミュージックにおいて「"Until We Rise Again"、"How Many Miles"、ソフトな"Scarlet Rose"、それに偉大なタイトル曲といったベスト・ソングがアルバムの前半に偏っており、そこに少々ムラを感じる。とはいえ、『ヴェイン・グローリー・オペラ』はエドガイという名の、偉大で新しく若いバンドがいることを知らしめている」と評している。

## 収録曲
特記なき楽曲は作詞・作曲ともにトビアス・サメット。
1. オーヴァーチュア "Overture" – 1:32
2. アンティル・ウィ・ライズ・アゲイン "Until We Rise Again" – 4:27
3. ハウ・メニー・マイルズ "How Many Miles" – 5:38
  - 作詞：トビアス・サメット／作曲：エドガイ
4. スカーレット・ローズ "Scarlet Rose" – 5:09
5. アウト・オブ・コントロール "Out of Control" – 5:03
  - 作詞：トビアス・サメット／作曲：エドガイ
6. ヴェイン・グローリー・オペラ "Vain Glory Opera" – 6:08
7. フェアリーテイル "Fairytale" – 5:09
  - 作詞：トビアス・サメット／作曲：エドガイ
8. ウォーク・オン・ファイティング "Walk on Fighting" – 4:44
  - 作詞：トビアス・サメット／作曲：エドガイ
9. トゥモロー "Tomorrow" – 3:52
10. ノー・モア・フーリン "No More Foolin'" – 4:54
  - 作詞：トビアス・サメット／作曲：エドガイ
11. ヒム "Hymn" – 4:53
  - 作詞・作曲：ミッジ・ユーロ、ビリー・カーリー、クリス・クロス、ウォーレン・カン

### 日本盤ボーナス・トラック
1. バット・ヒア・アイ・アム "But Here I Am" – 4:33

## 参加ミュージシャン
- トビアス・サメット  ボーカル、ベース、キーボード
- イェンス・ルドヴィグ - ギター
- ディルク・ザウアー - ギター

アディショナル・ミュージシャン
- フランク・リンデンタル - ドラムス
- ハンズィ・キアシュ - アディショナル・リード・ボーカル(on #5, #6)
- ティモ・トルキ - リードギター(#5)
- Ralf Zdiarstek - バッキング・ボーカル(#1, #2, #5, #6, #8, #10)
- Norman Meiritz - バッキング・ボーカル(#1, #2, #5, #6, #10)
- Andy Allendörfer - シャウティング・コーラス(#10)